# Asana Mamoru
Asana Mamoru (護 あさな?, Mamoru Asana; Tokyo, 4 maggio 1990) è un'attrice e gravure idol giapponese, rappresentata dall'agenzia di talenti FMG.

## Biografia
Asana Mamoru nasce a Tokyo il 4 maggio del 1990, da padre cambogiano e madre giapponese: è alta 1,71 m. Nota in passato con il nome d'arte Mana Kōno (河野 麻奈?, Kōno Mana), è conosciuta in Giappone per il ruolo di Meiko Shiraki nel dorama Prison School, adattamento in live action dell'anime di Tsutomu Mizushima, a sua volta tratto dal popolare manga di Akira Hiramoto che è stato trasmesso nel 2015 sui canali MBS e TBS in patria.

## Filmografia

### Cinema
- Zombie Ass (Zonbi asu), regia di Noboru Iguchi (2011)
- Tôkyô mujirushi joshi monogatari, regia di Akiko Ôku (2012)
- Jôkyô monogatari, regia di Toshiyuki Morioka (2013)
- Monsutâ, regia di Akiko Ôku (2013)
- Danjo Taisen, regia di Ryôsuke Time (2013)
- Scoop!, regia di Hitoshi Ône (2016)
- Chimamire sukeban chênsô red: Zenpen - Nero no fukushû, regia di Hiroki Yamaguchi (2019)
- Chimamire sukeban chênsô red: Kôhen - Gîko no kakusei, regia di Hiroki Yamaguchi (2019)

### Televisione
- Garo - serie TV, episodio 1x26 (2014)
- Garo: Makai no Hana - serie TV, 7 episodi (2014)
- Keiji Shichinin - serie TV, episodio 1x09 (2015)
- Kangoku Gakuen: Prison School - serie TV, 9 episodi (2015)
- Konya, katteni dakisimetemo iidesuka? - serie TV, episodio 1x10 (2018)
- Aoki vanpaia no nayami - serie TV, 8 episodi (2021)